# 劉家寶
劉家寶（英文：Chelsia Lau），女性，香港人，美國福特汽車公司首席汽車設計師，獲《Autoweek》選為「改變世界十大風雲人物」之一。

## 生平
1987年，劉家寶於李惠利工業學院畢業後，遠赴美國加利福尼亞州帕薩迪納的Art Centre College of Design深造，期後於1992年加入福特汽車公司，以8年時間，由初級設計師擢升為首席汽車設計師。